# Leipoxais
Leipoxais is een geslacht van vlinders van de familie spinners (Lasiocampidae), uit de onderfamilie Lasiocampinae.

## Soorten
- L. acharis Hering, 1928
- L. adoxa Hering, 1928
- L. alazon Hering, 1928
- L. batesi Bethune-Baker, 1927
- L. castanea Tams, 1929
- L. compsotes Tams, 1937
- L. crenulata Bethune-Baker, 1911
- L. directa (Walker, 1865)
- L. dives Aurivillius, 1915
- L. dolichoprygma Tams, 1931
- L. dysaresta Hering, 1928
- L. emarginata Aurivillius, 1911
- L. fuscofasciata Aurivillius, 1909
- L. haematidea (Snellen, 1872)
- L. hapsimachus Hering, 1928
- L. humfreyi Aurivillius, 1915
- L. ituria Bethune-Baker, 1909
- L. lipophemisma Tams, 1929
- L. major Holland, 1893

- L. makomona Strand, 1912
- L. manica Hering, 1928
- L. marginepunctata Holland, 1893
- L. miara Hering, 1928
- L. mustelina (Distant, 1899)
- L. nervosa Berio, 1937
- L. noctis (Druce, 1910)
- L. obscura Aurivillius, 1909
- L. peraffinis Holland, 1893
- L. philapseudia Hering, 1928
- L. philopseudia Hering, 1928
- L. proboscidea (Guérin-Méneville, 1832)
- L. regularis Strand, 1912
- L. roxana (Fawcett, 1915)
- L. rufobrunnea Strand, 1912
- L. siccifolia Aurivillius, 1902
- L. tamsi Fletcher D. S., 1968
- L. tolmera Tams, 1929
- L. typodes Tams, 1931